# Pleurophoma rubi
Pleurophoma rubi är en svampart som beskrevs av H. Ruppr. 1958. Pleurophoma rubi ingår i släktet Pleurophoma, divisionen sporsäcksvampar och riket svampar.   Inga underarter finns listade i Catalogue of Life.